# Хван Те Хьон
Хван Те Хьон (кор. 황태현, нар. 29 січня 1999) — південнокорейський футболіст, захисник клубу «Ансан Грінерс».

## Клубна кар'єра
Народився 29 січня 1999 року. У дорослому футболі дебютував 2018 року виступами за команду клубу «Ансан Грінерс», кольори якої захищає й донині.

## Виступи за збірні
У складі юнацької збірної Південної Кореї до 17 років  взяв участь у юнацькому чемпіонаті світу 2015 року в Чилі.
У 2018 році у складі збірної Південної Кореї до 19 років взяв участь в юнацькому (U-19) кубку Азії в Індонезії. На турнірі він зіграв у 5 матчах і допоміг своїй команді стати фіналістом турніру. Цей результат дозволив команді до 20 років кваліфікуватись на молодіжний чемпіонат світу 2019 року у Польщі, куди поїхав і Хван.